# Julio Escoto
Julio Escoto (* 1944 in Honduras) ist ein honduranischer Schriftsteller. Er lebt in San Pedro Sula/Honduras.
Julio Escoto schreibt Novellen, Erzählungen, Romane und Essays und gilt als derzeit erfolgreichster Erzähler in Honduras. Vor der Kommunistenverfolgung der 1980er Jahre floh er nach Costa Rica. Er veröffentlichte mehrere historische Romane, unter anderen zum Leben des honduranischen Nationalhelden Francisco Morazán.
In dem Roman Rey del Arbol-Madrugada setzt er sich kritisch mit den Machenschaften der CIA in Honduras auseinander.

## Werke (Auswahl)
- Los guerreros de Hibueras, 1967. Drei Erzaehlungen: Los guerreros de Hibueras, La espera prolongada und Amalita, zuletzt erneut veröffentlicht im Sammelband: Todos los cuentos, San Pedro Sula, Honduras, 1999
- El árbol de los pañuelos, 1972
- La balada del herido pájaro y Otros Cuentos, 1985, ebenfalls erneut im Sammelband: Todos los cuentos. Darunter die Kurzgeschichte: Abril antes del mediodía (zu deutsch: April, vor der Mittagsstunde), diese in deutscher Uebersetzung von Ulrich Kunzmann veröffentlicht in Erkundungen, 50 Erzaehler aus Mittelamerika, Carlos Rincón, Berlin, 1988
- Die Erzaehlung "Resistir. No resistir. La resistencia.¿Por qué la resistencia?" – zu deutsch: Widerstehen. Nicht widerstehen. Der Widerstand. Warum der Widerstand? – war ursprünglich enthalten in der Antologia del cuento hondureño, Tegucigalpa, 1968 und wurde erneut veröffentlicht im Sammelband: Todos los cuentos.
- Bajo el almendro...junto al volcán (zu deutsch: Unter dem Mandelbaum ... neben dem Vulkan), Erzaehlung, 1988
- Rey del Arbol-Madrugada, 1993
- Del Tiempo Y El Tropico-Honduras / Of Time and the Tropics, 2002, gemeinsam mit Guillermo Anderson, ISBN 90-6832-526-4

## Quelle
- Hans-Gerd Spelleken: Honduras-Handbuch, Bielefeld 2002, S. 179